# 1490
1490 (MCDXC) je bilo navadno leto, ki se je po julijanskem koledarju začelo na soboto.

## Dogodki
- 1. januar
- 4. julij - Ivan Korvin, nezakonski sin ogrskega kralja Matije Korvina bo poražen v bitki na Kostnem polju in izgubi možnost, da bi si zahteval ogrski prestol.

## Rojstva
Neznan datum
- Nikola Jurišić, habsburški general († 1545)

## Smrti
Neznan datum
- Ilham Gali, kan Kazanskega kanata (* okoli 1450)
- Laonik Halkokondil, bizantinski/osmanski (grški) zgodovinar in pisec (* verjetno 1423)